# Christian von Koenigsegg

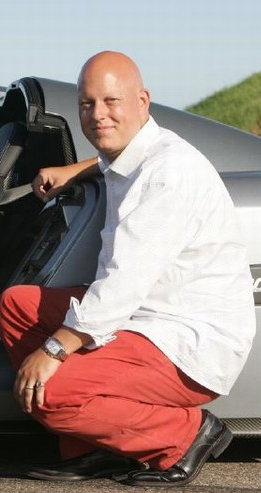
Christian von Koenigsegg

Christian Erland Harald von Koenigsegg (* 2. Juli 1972 in Stockholm) ist ein schwedischer Designer und der Gründer des schwedischen Automobilherstellers Koenigsegg.
Christian von Koenigsegg entstammt dem alten schwäbischen Adelsgeschlecht Königsegg. Sein Vater ist Jesko von Koenigsegg, nach dem er den Sportwagen Koenigsegg Jesko benannt hat. Nach einigen Jahren der Planung startete er 1994 im Alter von 22 Jahren das „Koenigsegg Projekt“. Zuvor hatte er bereits mit Import-Export-Geschäften Geld verdient.